# Mahásthámaprápta

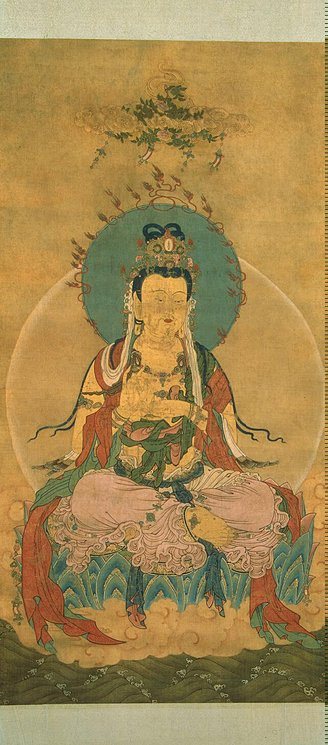
Mahásthámaprápta na hedvábném plátně, Západní Sia z 13. století

Mahásthámaprápta (čínsky 大勢至; japonsky 勢至) je významný bódhisattva mahájánového buddhismu. Zosobňuje sílu moudrosti a je často vyobrazován společně s Amitábhou a Avalókitéšvarou. Většinou
stojí po pravé straně Avalókitéšvary. V čínském buddhismu je obvykle vyobrazován v ženské podobě podobné Kuan-jin. V Japonsku patří mezi tzv. Třináct buddhů.

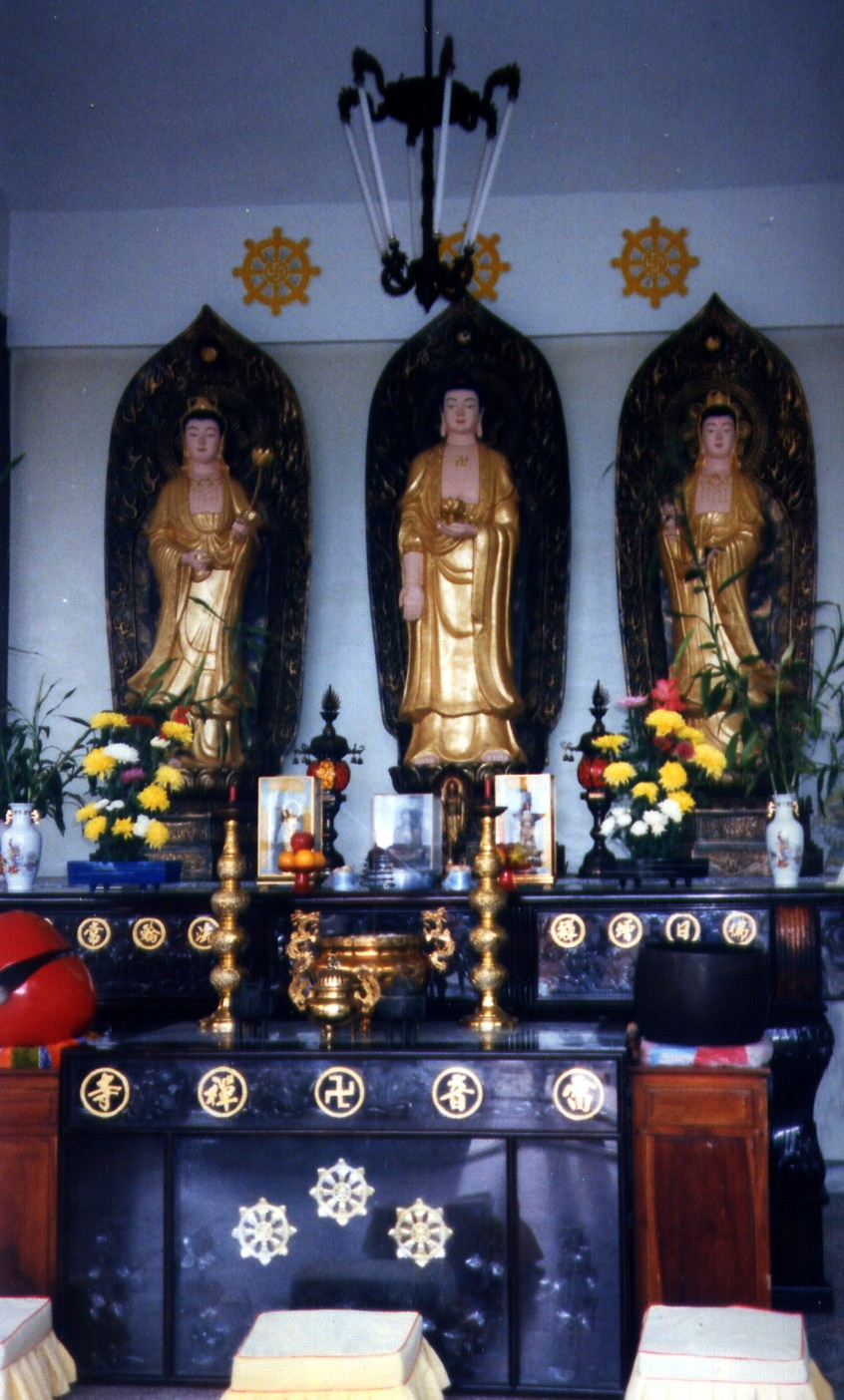
Vyobrazení z tchajwanského chrámu zobrazuje uprostřed Amithábu, po jeho levici Mahásthámapráptu a po pravici Avalókitéšvaru.

Mahásthámaprápta není tak populární jako jiní bódhisattvové.